# Ribonukleaza U2
Ribonukleaza U2 (EC 3.1.27.4, purin specifična endoribonukleaza, ribonukleaza U3, RNaza U3, RNaza U2, purin-specifična ribonukleaza, purin-specifična RNaza, Pleospora RNaza, Trichoderma koningi RNaza III, ribonukleaza (purin)) je enzim. Ovaj enzim katalizuje sledeću hemijsku reakciju
Dvostepeno endonukleolitičko razlaganje do nukleozid 3'-fosfata i 3'-fosfooligonukleotida koji se završavaju sa Gp uz 2',3'-ciklično fosfatne intermedijere

## Spoljašnje veze
- Ribonuclease+U2 на 